# Colombie aux Jeux olympiques d'été de 2020
La Colombie participe aux Jeux olympiques de 2020 à Tokyo au Japon. Il s'agit de sa 20e participation à des Jeux d'été.

## Médaillés
| Sport         | Discipline                   | Athlète(s)           | Performance     | Date       |
| ------------- | ---------------------------- | -------------------- | --------------- | ---------- |
| Athlétisme    | 400 mètres masculin          | Anthony Zambrano     | 44,08 s         | 5 août     |
| Athlétisme    | 20 kilomètres marche féminin | Sandra Arenas        | 1 h 29 min 37 s | 6 août     |
| BMX           | BMX racing féminin           | Mariana Pajón        | 44 s 448        | 30 juillet |
| Haltérophilie | Moins de 67 kg hommes        | Luis Javier Mosquera | 331 kg          | 25 juillet |

| Sport | Discipline          | Athlète(s)     | Performance | Date       |
| ----- | ------------------- | -------------- | ----------- | ---------- |
| BMX   | BMX racing masculin | Carlos Ramírez | 40 s 572    | 30 juillet |

| Sport         |   |   |   | Total |
| ------------- | - | - | - | ----- |
| Athlétisme    | 0 | 2 | 0 | 2     |
| Cyclisme      | 0 | 1 | 1 | 2     |
| Haltérophilie | 0 | 1 | 0 | 1     |
| Total         | 0 | 4 | 1 | 5     |

| Jour       |   |   |   | Total |
| ---------- | - | - | - | ----- |
| 25 juillet | 0 | 1 | 0 | 1     |
| 30 juillet | 0 | 1 | 1 | 2     |
| 5 août     | 0 | 1 | 0 | 1     |
| 6 août     | 0 | 1 | 0 | 1     |
| Total      | 0 | 4 | 1 | 5     |

| Sexe   |   |   |   | Total |
| ------ | - | - | - | ----- |
| Hommes | 0 | 2 | 1 | 3     |
| Femmes | 0 | 2 | 0 | 2     |
| Total  | 0 | 4 | 1 | 5     |

## Athlètes engagés
| Sport                 | Hommes | Femmes | Total |
| --------------------- | ------ | ------ | ----- |
| Athlétisme            | 16     | 8      | 24    |
| Boxe                  | 4      | 2      | 6     |
| Cyclisme              | 7      | 2      | 9     |
| Équitation            | 1      | 0      | 1     |
| Escrime               | 0      | 1      | 1     |
| Golf                  | 1      | 1      | 2     |
| Haltérophilie         | 2      | 1      | 3     |
| Judo                  | 0      | 1      | 1     |
| Lutte                 | 3      | 0      | 3     |
| Natation              | 1      | 1      | 2     |
| Natation synchronisée | -      | 2      | 2     |
| Plongeon              | 3      | 0      | 3     |
| Skateboard            | 1      | 0      | 1     |
| Taekwondo             | 1      | 1      | 2     |
| Tennis                | 3      | 1      | 4     |
| Tir                   | 1      | 0      | 1     |
| Tir à l'arc           | 1      | 1      | 2     |
| Trampoline            | 1      | 0      | 1     |
| Total                 | 46     | 22     | 68    |

## Résultats

### Athlétisme
| Athlète                                                                                 | Épreuve                  | Séries        | Séries      | Demi-finales | Demi-finales | Finale          | Finale                             |
| Athlète                                                                                 | Épreuve                  | Temps         | Rang        | Temps        | Rang         | Temps           | Rang                               |
| --------------------------------------------------------------------------------------- | ------------------------ | ------------- | ----------- | ------------ | ------------ | --------------- | ---------------------------------- |
| Bernardo Baloyes                                                                        | 100 m masculin           | Forfait       | Forfait     | Non qualifié | Non qualifié | Non qualifié    | Non qualifié                       |
| Jhon Perlaza                                                                            | 400 m masculin           | 46 s 55       | 6e          | Éliminé      | Éliminé      | Éliminé         | Éliminé                            |
| Anthony Zambrano                                                                        | 400 m masculin           | 44 s 87       | 1er         | 43 s 93 NR   | 2e           | 44 s 8          | Médaille d'argent, Jeux olympiques |
| Carlos Sanmartin                                                                        | 3 000 m steeple masculin | 8 min 33 s 47 | 12e         | Non disputé  | Non disputé  | Éliminé         | Éliminé                            |
| Iván Darío González                                                                     | Marathon masculin        | Non disputé   | Non disputé | Non disputé  | Non disputé  | Abandon         | Abandon                            |
| Jeison Suárez                                                                           | Marathon masculin        | Non disputé   | Non disputé | Non disputé  | Non disputé  | 2 h 13 min 29 s | 15e                                |
| Éider Arévalo                                                                           | 20 km marche masculin    | Non disputé   | Non disputé | Non disputé  | Non disputé  | 1 h 24 min 10 s | 18e                                |
| Jhon Alexander Castañeda                                                                | 20 km marche masculin    | Non disputé   | Non disputé | Non disputé  | Non disputé  | 1 h 26 min 41 s | 27e                                |
| Manuel Esteban Soto                                                                     | 20 km marche masculin    | Non disputé   | Non disputé | Non disputé  | Non disputé  | 1 h 23 min 32 s | 14e                                |
| José Leonardo Montaña                                                                   | 50 km marche             | Non disputé   | Non disputé | Non disputé  | Non disputé  | 3 h 53 min 50 s | 11e                                |
| Diego Pinzón                                                                            | 50 km marche             | Non disputé   | Non disputé | Non disputé  | Non disputé  | 3 h 57 min 54 s | 18e                                |
| Jorge Armando Ruiz                                                                      | 50 km marche             | Non disputé   | Non disputé | Non disputé  | Non disputé  | 3 h 55 min 30 s | 13e                                |
| Carlos Lemos Diego Palomeque Raúl Mena Pedroza Jhon Perlaza Jhon Solís Anthony Zambrano | Relais 4 × 400 m         | 3 min 3 s 20  | 8e          | Non disputé  | Non disputé  | Éliminés        | Éliminés                           |
| Melissa González                                                                        | 400 m haies féminin      | 55 s 32       | 2e          | 57 s 47      | 6e           | Éliminée        | Éliminée                           |
| Angie Orjuela                                                                           | Marathon féminin         | Non disputé   | Non disputé | Non disputé  | Non disputé  | 2 h 40 min 4 s  | 55e                                |
| Sandra Arenas                                                                           | 20 km marche féminin     | Non disputé   | Non disputé | Non disputé  | Non disputé  | 1 h 29 min 37 s | Médaille d'argent, Jeux olympiques |
| Yeseida Carrillo                                                                        | 20 km marche féminin     | Non disputé   | Non disputé | Non disputé  | Non disputé  | Abandon         | Abandon                            |
| Sandra Galvis                                                                           | 20 km marche féminin     | Non disputé   | Non disputé | Non disputé  | Non disputé  | 1 h 35 min 36 s | 25e                                |

| Athlètes              | Épreuve                   | Qualification | Qualification | Finale        | Finale        |
| Athlètes              | Épreuve                   | Performance   | Rang          | Performance   | Rang          |
| --------------------- | ------------------------- | ------------- | ------------- | ------------- | ------------- |
| Mauricio Ortega       | Lancer du disque masculin | 64,49 m       | 6e            | 64,08 m       | 7e            |
| Caterine Ibargüen     | Triple saut féminin       | 14,37 m       | 7e            | 14,25 m       | 10e           |
| Yosiris Urrutia       | Triple saut féminin       | 13,16 m       | 27e           | Non qualifiée | Non qualifiée |
| María Lucelly Murillo | Lancer du javelot féminin | 54,98 m       | 27e           | Non qualifiée | Non qualifiée |

| Athlète        | Épreuve  | 100 H   | SH     | LP      | 200 m  | SL     | LJ      | 800 m         | Total | Rang |
| -------------- | -------- | ------- | ------ | ------- | ------ | ------ | ------- | ------------- | ----- | ---- |
| Evelis Aguilar | Résultat | 13 s 89 | 1,68 m | 13,42 m | 24 s 5 | 6,29 m | 44,85 m | 2 min 10 s 45 | 6 214 | 14e  |
| Evelis Aguilar | Points   | 994     | 830    | 755     | 976    | 940    | 761     | 958           | 6 214 | 14e  |

### Boxe
| Athlète           | Catégorie                    | 1/16e de finale       | 1/8e de finale       | Quart de finale     | Demi-finale         | Finale              | Rang     |
| Athlète           | Catégorie                    | Adversaire Résultat   | Adversaire Résultat  | Adversaire Résultat | Adversaire Résultat | Adversaire Résultat | Rang     |
| ----------------- | ---------------------------- | --------------------- | -------------------- | ------------------- | ------------------- | ------------------- | -------- |
| Yuberjen Martínez | Mouches hommes (-52 kg)      | Mahommed Victoire 5-0 | Panghal Victoire 4-1 | Tanaka Défaite 1-4  | Éliminé             | Éliminé             | Éliminé  |
| Ceiber Ávila      | Plumes hommes (-57 kg)       | Al-Wadi Victoire 5-0  | Mulenga Victoire 3-2 | Takyi Défaite 2-3   | Éliminé             | Éliminé             | Éliminé  |
| Jorge Vivas       | Mi-lourds hommes (-81 kg)    | Whittaker Défaite 1-4 | Éliminé              | Éliminé             | Éliminé             | Éliminé             | Éliminé  |
| Cristian Salcedo  | Super-lourds hommes (+91 kg) | Exemptée              | Peró Défaite 0-5     | Éliminé             | Éliminé             | Éliminé             | Éliminé  |
| Ingrit Valencia   | Mouches femmes (-51 kg)      | Exemptée              | Kom Victoire 3-2     | Namiki Défaite 0-5  | Éliminée            | Éliminée            | Éliminée |
| Yeni Arias        | Plumes femmes (-57 kg)       | Exemptée              | Petrova Victoire 3-2 | Petecio Défaite 0-5 | Éliminée            | Éliminée            | Éliminée |

### Cyclisme

#### BMX
| Athlète          | Compétition | Quart de finale | Quart de finale | Demi-finale | Demi-finale | Finale   | Finale                              |
| Athlète          | Compétition | Points          | Rang            | Points      | Rang        | Résultat | Rang                                |
| ---------------- | ----------- | --------------- | --------------- | ----------- | ----------- | -------- | ----------------------------------- |
| Vincent Pelluard | Hommes      | 11              | 3e              | 17          | 6e          | Éliminé  | Éliminé                             |
| Carlos Ramírez   | Hommes      | 14              | 4e              | 10          | 2e          | 3        | Médaille de bronze, Jeux olympiques |
| Mariana Pajón    | Femmes      | 3               | 1re             | 8           | 2e          | 2        | Médaille d'argent, Jeux olympiques  |

#### Sur piste
| Athlète        | Compétition         | Qualification       | Qualification | 32ème de finale          | Repêchages 1                  | 16ème de finale          | Repêchages 2             | 8ème de finale           | Repêchages 3             | Quarts de finale         | Demi-finales             | Finale Match de classement | Finale Match de classement |
| Athlète        | Compétition         | Temps Vitesse       | Rang          | Adversaire Temps Vitesse | Adversaire Temps Vitesse      | Adversaire Temps Vitesse | Adversaire Temps Vitesse | Adversaire Temps Vitesse | Adversaire Temps Vitesse | Adversaire Temps Vitesse | Adversaire Temps Vitesse | Adversaire Temps Vitesse   | Rang                       |
| -------------- | ------------------- | ------------------- | ------------- | ------------------------ | ----------------------------- | ------------------------ | ------------------------ | ------------------------ | ------------------------ | ------------------------ | ------------------------ | -------------------------- | -------------------------- |
| Kevin Quintero | Individuelle hommes | 9 s 626 74,797 km/h | 16e           | Wakimoto Défaite +0.0804 | Awang Mitchell Défaite +0.204 | Éliminé                  | Éliminé                  | Éliminé                  | Éliminé                  | Éliminé                  | Éliminé                  | Éliminé                    | Éliminé                    |

| Athlète        | Compétition   | 1er tour | Repêchages | Quarts de finale | Demi-finales | Finale (1-6) ou classement (7-12) |
| Athlète        | Compétition   | Rang     | Rang       | Rang             | Rang         | Rang                              |
| -------------- | ------------- | -------- | ---------- | ---------------- | ------------ | --------------------------------- |
| Kevin Quintero | Keirin hommes | 3e       | 2e         | 1er              | Finale B 6e  | 11e                               |

#### Sur route
| Athlète        | Compétition      | Temps           | Rang |
| -------------- | ---------------- | --------------- | ---- |
| Rigoberto Urán | Contre-la-montre | 57 min 18 s 69  | 8e   |
| Rigoberto Urán | Course en ligne  | 6 h 6 min 33 s  | 8e   |
| Esteban Chaves | Course en ligne  | 6 h 15 min 38 s | 45e  |
| Sergio Higuita | Course en ligne  | 6 h 21 min 46 s | 81e  |
| Nairo Quintana | Course en ligne  | 6 h 21 min 46 s | 69e  |

| Athlète      | Compétition     | Temps           | Rang |
| ------------ | --------------- | --------------- | ---- |
| Paula Patiño | Course en ligne | 3 h 55 min 15 s | 22e  |

### Équitation
| Athlète       | Cheval       | Compétition | Qualification | Qualification | Qualification | Qualification | Qualification | Finale    | Finale    | Finale    | Finale  | Finale  |
| Athlète       | Cheval       | Compétition | Pénalités     | Pénalités     | Pénalités     | Temps         | Rang          | Pénalités | Pénalités | Pénalités | Temps   | Rang    |
| Athlète       | Cheval       | Compétition | Saut          | Temps         | Total         | Temps         | Rang          | Saut      | Temps     | Total     | Temps   | Rang    |
| ------------- | ------------ | ----------- | ------------- | ------------- | ------------- | ------------- | ------------- | --------- | --------- | --------- | ------- | ------- |
| Roberto Terán | Dez' Ooktoff | Individuel  | 8.00          | 1.00          | 9.00          | 89.71         | 47e           | Éliminé   | Éliminé   | Éliminé   | Éliminé | Éliminé |

### Escrime
| Athlète          | Compétition        | 1/32e de finale  | 1/16e de finale          | 1/8e de finale   | Quarts de finale | Demi-finales Classement 5-8 | Finale 3e place Classement 5e, 7e places | Rang     |
| Athlète          | Compétition        | Adversaire Score | Adversaire Score         | Adversaire Score | Adversaire Score | Adversaire Score            | Adversaire Score                         | Rang     |
| ---------------- | ------------------ | ---------------- | ------------------------ | ---------------- | ---------------- | --------------------------- | ---------------------------------------- | -------- |
| Saskia van Erven | Fleuret individuel | Exemptée         | Zagidullina Défaite 8-15 | Éliminée         | Éliminée         | Éliminée                    | Éliminée                                 | Éliminée |

### Golf
| Athlète         | Compétition       | Scores | Scores | Scores | Scores | Total     | Rang |
| Athlète         | Compétition       | Jour 1 | Jour 2 | Jour 3 | Jour 4 | Total     | Rang |
| --------------- | ----------------- | ------ | ------ | ------ | ------ | --------- | ---- |
| Sebastián Muñoz | Épreuve masculine | 67     | 69     | 66     | 67     | 269 (-15) | 4e   |
| Mariajo Uribe   | Épreuve féminine  | 73     | 77     | 70     | 70     | 290 (+6)  | 49e  |

### Haltérophilie
| Athlète              | Compétition           | Arraché  | Arraché | Épaulé-jeté | Épaulé-jeté | Total  | Rang                               |
| Athlète              | Compétition           | Résultat | Rang    | Résultat    | Rang        | Total  | Rang                               |
| -------------------- | --------------------- | -------- | ------- | ----------- | ----------- | ------ | ---------------------------------- |
| Luis Javier Mosquera | Moins de 67 kg hommes | 151 kg   | 1er     | 180 kg      | 2e          | 331 kg | Médaille d'argent, Jeux olympiques |
| Brayan Rodallegas    | Moins de 81 kg hommes | 163 kg   | 5e      | 196 kg      | 5e          | 359 kg | 5e                                 |
| Mercedes Pérez       | Moins de 64 kg femmes | 101 kg   | 5e      | 126 kg      | 5e          | 227 kg | 4e                                 |

### Judo
| Athlète     | Compétition           | 1er tour              | 2e tour             | Quart de finale     | Demi-finale         | Repêchage 1         | Repêchage 2         | Finale              | Rang     |
| Athlète     | Compétition           | Adversaire Résultat   | Adversaire Résultat | Adversaire Résultat | Adversaire Résultat | Adversaire Résultat | Adversaire Résultat | Adversaire Résultat | Rang     |
| ----------- | --------------------- | --------------------- | ------------------- | ------------------- | ------------------- | ------------------- | ------------------- | ------------------- | -------- |
| Luz Álvarez | Moins de 48 kg femmes | Rishony Défaite 00-10 | Éliminée            | Éliminée            | Éliminée            | Éliminée            | Éliminée            | Éliminée            | Éliminée |

### Lutte
| Athlète          | Compétition  | Huitièmes de finale      | Quarts de finale    | Demi-finales        | Repêchage            | Finale 3e place Classement | Rang |
| Athlète          | Compétition  | Adversaire Résultat      | Adversaire Résultat | Adversaire Résultat | Adversaire Résultat  | Adversaire Résultat        | Rang |
| ---------------- | ------------ | ------------------------ | ------------------- | ------------------- | -------------------- | -------------------------- | ---- |
| Óscar Tigreros   | 57 kg hommes | Kumar Dahiya Défaite 1-4 | Non qualifié        | Non qualifié        | Vangelov Défaite 0-5 | Éliminé                    | 10e  |
| Carlos Izquierdo | 86 kg hommes | Amine Défaite 1-4        | Éliminée            | Éliminée            | Éliminée             | Éliminée                   | 12e  |

| Athlète      | Compétition | Huitièmes de finale     | Quarts de finale    | Demi-finales        | Repêchage           | Finale 3e place Classement | Rang |
| Athlète      | Compétition | Adversaire Résultat     | Adversaire Résultat | Adversaire Résultat | Adversaire Résultat | Adversaire Résultat        | Rang |
| ------------ | ----------- | ----------------------- | ------------------- | ------------------- | ------------------- | -------------------------- | ---- |
| Julián Horta | 67 kg       | Reza Geraei Défaite 0-4 | Non qualifié        | Non qualifié        | Stäbler Défaite 0-4 | Éliminé                    | 17e  |

### Natation synchronisée
| Athlètes                        | Compétition | Programme libre (qualifications) | Programme libre (qualifications) | Programme technique | Programme technique       | Programme technique | Programme libre (finale) | Programme libre (finale)  | Programme libre (finale) |
| Athlètes                        | Compétition | Points                           | Rang                             | Points              | Total (technique + libre) | Rang                | Points                   | Total (technique + libre) | Rang                     |
| ------------------------------- | ----------- | -------------------------------- | -------------------------------- | ------------------- | ------------------------- | ------------------- | ------------------------ | ------------------------- | ------------------------ |
| Estefanía Álvarez Monica Arango | Duo         | 82,0526                          | 18e                              | 81,9667             | 164,0193                  | 18e                 | Éliminées                | Éliminées                 | Éliminées                |

### Plongeon
| Athlète           | Compétition          | Éliminatoires | Éliminatoires | Demi-finale | Demi-finale | Finale  | Finale  |
| Athlète           | Compétition          | Points        | Rang          | Points      | Rang        | Points  | Rang    |
| ----------------- | -------------------- | ------------- | ------------- | ----------- | ----------- | ------- | ------- |
| Sebastián Morales | Tremplin à 3 mètres  | 400,85        | 15e           | 324,95      | 18e         | Éliminé | Éliminé |
| Daniel Restrepo   | Tremplin à 3 mètres  | 411,50        | 14e           | 329,30      | 17e         | Éliminé | Éliminé |
| Sebastián Villa   | Haut-vol à 10 mètres | 407,30        | 10e           | 341,40      | 18e         | Éliminé | Éliminé |

### Skateboard
| Athlète             | Rounds | Rounds | Finale  | Finale  |
| Athlète             | Points | Rang   | Points  | Rang    |
| ------------------- | ------ | ------ | ------- | ------- |
| Jhancarlos González | 23,57  | 15e    | Éliminé | Éliminé |

### Taekwondo
| Athlète         | Compétition           | Huitièmes de finale    | Quarts de finale       | Demi-finales        | Repêchage           | Finale / MB         | Rang     |
| Athlète         | Compétition           | Adversaire Résultat    | Adversaire Résultat    | Adversaire Résultat | Adversaire Résultat | Adversaire Résultat | Rang     |
| --------------- | --------------------- | ---------------------- | ---------------------- | ------------------- | ------------------- | ------------------- | -------- |
| Jefferson Ochoa | Moins de 58 kg hommes | Hadipour Défaite 19-22 | Éliminé                | Éliminé             | Éliminé             | Éliminé             | Éliminé  |
| Andrea Ramírez  | Moins de 49 kg femmes | Tomić Victoire 25-5    | Yıldırım Défaite 31-30 | Éliminée            | Éliminée            | Éliminée            | Éliminée |

### Tennis
| Daniel Elahi Galán                | Simple messieurs | Safwat Victoire 7-5, 6-1 | Zverev Défaite 2-6, 2-6                  | Éliminé                           | Éliminé                                | Éliminé  | Éliminé  | Éliminé  |          |          |
| Juan Sebastián Cabal Robert Farah | Double messieurs | Non disputé              | Carreño Busta / Fokina Victoire 6-2, 6-4 | Marach / Oswald Victoire 6-4, 6-1 | Daniell / Venus Défaite 3-6, 6-3, 7-10 | Éliminés | Éliminés | Éliminés | Éliminés | Éliminés |
| María Camila Osorio               | Simple dames     | Golubic Défaite 4-6, 1-6 | Éliminée                                 | Éliminée                          | Éliminée                               | Éliminée | Éliminée | Éliminée |          |          |

### Tir
| Athlète              | Compétition                 | Qualification | Qualification | Finale  | Finale  |
| Athlète              | Compétition                 | Points        | Rang          | Points  | Rang    |
| -------------------- | --------------------------- | ------------- | ------------- | ------- | ------- |
| Bernardo Tobar Prado | Pistolet à 25 m tir rapide, | 546           | 26e           | Éliminé | Éliminé |

### Tir à l'arc
| Athlète                        | Compétition        | Tour préliminaire | Tour préliminaire | 1er tour            | 2e tour          | 3e tour          | Quarts de finale | Demi-finales     | Finale / 3e place | Finale / 3e place |
| Athlète                        | Compétition        | Score             | Rang              | Adversaire Score    | Adversaire Score | Adversaire Score | Adversaire Score | Adversaire Score | Adversaire Score  | Rang              |
| ------------------------------ | ------------------ | ----------------- | ----------------- | ------------------- | ---------------- | ---------------- | ---------------- | ---------------- | ----------------- | ----------------- |
| Daniel Pineda                  | Individuel hommes, | 639               | 58e               | Wei Défaite 0-6     | Éliminé          | Éliminé          | Éliminé          | Éliminé          | Éliminé           | Éliminé           |
| Valentina Acosta               | Individuel femmes, | 627               | 50e               | Bettles Défaite 4-6 | Éliminée         | Éliminée         | Éliminée         | Éliminée         | Éliminée          | Éliminée          |
| Daniel Pineda Valentina Acosta | Par équipe mixte,  | 1 266             | 26e               | Non disputé         | Non disputé      | Non qualifiés    | Non qualifiés    | Non qualifiés    | Non qualifiés     | Non qualifiés     |

### Trampoline
| Athlète         | Qualifications  | Qualifications | Finale | Finale  |         |
| Athlète         | Score           | Rang           | Score  | Rang    |         |
| --------------- | --------------- | -------------- | ------ | ------- | ------- |
| Ángel Hernández | Concours hommes | 105,930        | 9e     | Éliminé | Éliminé |